# Fabrique (pétrographie)
Pour les articles homonymes, voir Fabrique.
En géologie, et plus précisément en pétrographie, la fabrique d'une roche désigne la configuration spatiale et l'organisation géométrique de ses composants (des minéraux ou des clastes),.

## Origine
On distingue a priori :
- la fabrique primaire, acquise pendant la formation de la roche (toutes roches) ;
- la fabrique secondaire (ou tectonique), acquise lors de déformations de la roche (roches métamorphiques).

On peut n'observer qu'une fabrique primaire, si la roche n'a pas subi de déformations significatives (roches sédimentaires ou magmatiques), ou au contraire une fabrique secondaire, si elle a effacé complètement la fabrique primaire (tectonites (en)).
Dans certains cas on peut distinguer plusieurs fabriques secondaires, acquises au cours d'épisodes de déformation successifs et différents.

## Géométrie
La fabrique peut être essentiellement :
- planaire, quand les éléments constituant la fabrique sont plus courts dans une direction que dans les deux directions perpendiculaires ; la roche est dite foliée (la fabrique inclut une foliation) ;
- linéaire, quand les éléments sont plus longs que dans les deux directions perpendiculaires ; la fabrique inclut une linéation.

Les deux ne sont pas incompatibles : il peut y avoir une foliation et, dans le plan de la foliation, une linéation.

## Composantes
Outre la géométrie générale, la fabrique peut comporter :
- une orientation préférentielle des minéraux, quand ceux-ci ont une forme allongée ou aplatie ;
- une fabrique magnétique, quand les moments magnétiques des minéraux aimantés présentent une orientation préférentielle[3],[4].

## Caractérisation
La caractérisation de la fabrique d'une roche combine l'observation visuelle de la roche, à l’œil nu et à la loupe, et l'observation de photographies de sections de la roche ainsi que de microphotographies de lames minces. La caractérisation quantitative passe par l'analyse d'image des photographies. La caractérisation de la fabrique magnétique nécessite des mesures en laboratoire de l'aimantation rémanente d'échantillons parallélépipédiques dont on a noté l'orientation géographique sur le terrain.
En 2020, une application pour smartphones fournit des informations quantitatives sur la fabrique d'une roche à partir de photographies prises sur le terrain ou au laboratoire, voire de photographies aériennes.